# الجامع الكبير (صنعاء)

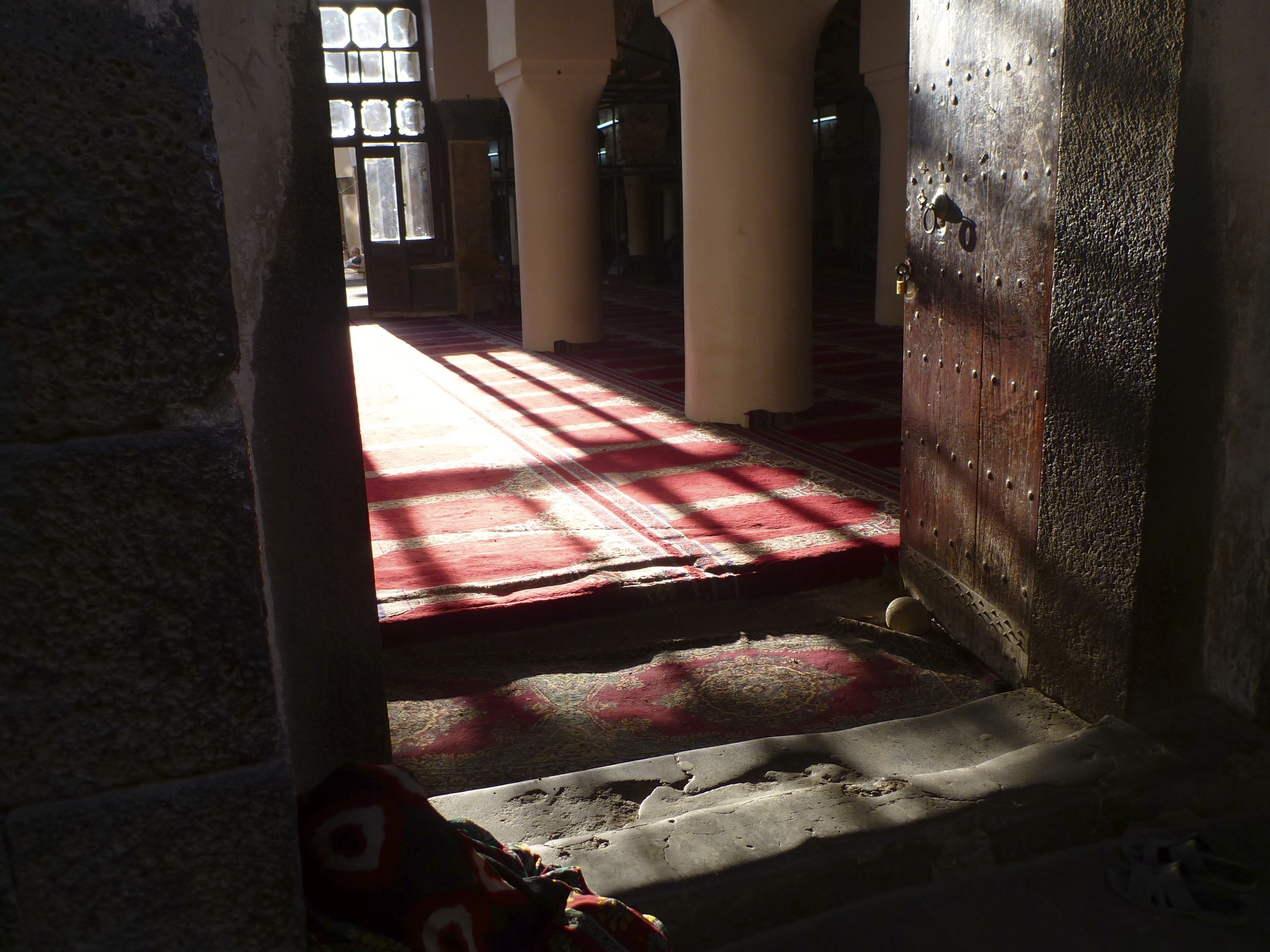
نظرة داخلية للجامع الكبير في صنعاء

الجامع الكبير بصنعاء القديمة هو جامع بُني في عهد الرسول في السنة السادسة للهجرة وهو أحد أقدم المساجد الإسلامية. أمر بتوسعته الخليفة الأموي الوليد بن عبد الملك والولاة من بعده. وقد عثر علماء الآثار عام 2006م بإشراف خبيرة الآثار الفرنسية الدكتورة ماري لين على آثار سراديب وآثار لبناء قديم لا زالت تلك الآثار تحت الدراسة، وقد اكتشف كشف أثري مهم قبل ذلك بسنوات أثناء إزالة الجص من الجدران حيث تم اكتشاف اثني عشر مصحفا قديما أحدها كتب بخط علي بن أبي طالب وكذلك أربعة آلاف مخطوطة عربية نادرة من صدر الإسلام ومراسلات من العهد الأموي، وهذه النفائس محفوظة الآن بمكتبة الجامع. وهناك ما يدل على أن هذا الجامع بني على أنقاض قصر غمدان السبئي الشهير بصنعاء، وجدير بالذكر أن أبواب الجامع الفولاذية ترجع لقصر غمدان وعليها كتابة بخط المسند.
ألحقت أمطار غزيرة هطلت في صنعاء عام 1385 هـ/ 1965م أضراراً في سقف المسجد في الزاوية الشمالية الغربية. وخلال أعمال الترميم والصيانة أكتشف العمال قبو كبير يحتوي على آلاف من المخطوطات القرآنية التي عرفت بمخطوطات صنعاء ومواد أخرى.

## وصفة الحالي

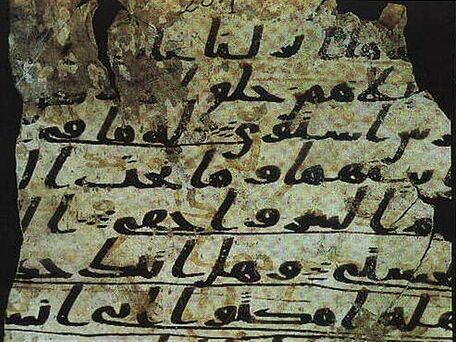
مخطوطات صنعاء أقدم النسخ القرآنية الموجودة عثر عليها في الجامع الكبير بصنعاء والذي بني بأمر من النبي محمد

الجامع بأبعاده الحالية ينطبق تقريباً على شكل الجامع الذي أمر بإنشائه الخليفة الأموي الوليد بن عبد الملك (86هـ-96هـ/ 705-715م)، فالجامع مستطيل الشكل وتبلغ مساحته حوالي (68×65 متر)، بنيت جدرانه الخارجية بحجر الحبش الأسود والشرفات العليا بالطابوق والجص، يحتوي على (أثنى عشر باباً) ثلاثة في جدار القبلة منها باب يعود تاريخه إلى فترة التاريخ القديم نقل من أبواب «قصر غمدان» وهو على يمين المحراب، وفي الجدار الجنوبي مدخل واحد يعرف بالباب العدني تتقدمه قبة صغيرة، وفي الجدار الشرقي خمسة مداخل، وفي الجدار الغربي ثلاثة مداخل يتوسط مساحة الجامع فناء مكشوف مساحته حوالي (38.90×38.20 متر) تتوسطه كتلة معمارية مربعة الشكل طول ضلعه (6 مترات) تغطيها قبة حفظت فيها وقفيات الجامع ومصاحفه ومخطوطاته.
يحيط بصحن الجامع أربعة أروقة، الرواق القبلي (61×18.50متر عمقاً) والرواق الجنوبي (60.40×15.10 متر) والرواق الغربي (39.75×11 متر) ويوجد ضريح في الناحية الجنوبية من الرواق الغربي يطلق عليه ضريح «حنظلة بن صفون»، وتبلغ عدد الأعمدة في الجامع (183 عموداً) منها (60 عموداً) قبلية، (30 عموداً) غربية، (54 عموداً) في المؤخرة، (39 عموداً) شرقية، ويعود تاريخ هذه الأعمدة إلى (القرن الرابع حتى القرن السادس الميلادي)، أما السقوف المصندقة ذات الزخارف الفنية المنفذة بطريقة الحفر الغائر، ويحدد تاريخ السقف المصدق للرواق الشرقي (بالقرن 3هـ/9م) استناداً إلى طرازه، بينما يعود تاريخ سقوف الرواق الغربي وبعض أجزائه إلى العصر الأموي، وبعضها يعود إلى أوائل العصر العباسي.
للجامع مئذنتان، في الناحية الشرقية واحدة، والثانية في الناحية الغربية منه، فالمئذنة الشرقية أعيد تجديدها في أوائل (القرن 13هـ/19م)، وتتكون هذه المئذنة من قاعدة حجرية مربعة الشكل بها مدخلان، أحدهما في الناحية الشمالية والآخر في الناحية الشرقية يقوم عليها بدن مستدير تعلوه شرفة مزدانة بصفوف من المقرنصات ويعلو الشرفة بدن آخر سداسي الشكل فتح بكل ضلع نافذة معقودة، ويتوج هذا البدن بقبة صغيرة وقد وصفها «الرازي» بأنه لم يعمل مثلها إلا في دمشق أو في منارة الإسكندرية، أما المئذنة الغربية في تشبه المئذنة الشرقية إلى حد كبير مبنية على قاعدة مربعة (4.25 متر) يبلغ ارتفاع هذه القاعدة (5 مترات)، ويوجد غرب المنارة الغربية مكتبة مملوءة بذخائر التراث العلمي والثقافي واليمني في كافة المجالات، وفيها المخطوطات النادرة، ومنها نسخ من القرآن الكريم الذي نسخ في عهد الخليفة عثمان بن عفان ، كما يوجد قبران في فناء الجامع تحت المنارة الشرقية.

## وصلات خارجية
دليل صنعاء السياحي